# Viivi Pumpanen
Viivi Pumpanen, est une Finlandaise, née le 20 juillet 1988 à Helsinki. Elle vit actuellement à Vantaa, dans une ville à côté de la capitale finlandaise.

## Biographie
Elle est élue Miss Helsinki 2009, puis couronnée Miss Finlande 2010, le 17 janvier 2010 aux Casino d'Helsinki. Elle représentera son pays a Miss Univers 2010.